# Trương Dũng
Trương Dũng (chữ Hán: 張勇; 1616 – 1684), tự Phi Hùng, người Hàm Ninh, Thiểm Tây  tướng lãnh nhà Thanh, có công dẹp loạn Tam Phiên, được sử sách xếp đứng đầu trong Hà Tây tứ tướng, còn lại là Triệu Lương Đống, Vương Tiến Bảo, Tôn Tư Khắc.

## Đầu hàng nhà Thanh
Ông giỏi cưỡi ngựa bắn tên, đời Minh làm Phó tướng. Năm Thuận Trị thứ 2 (1645), Anh Thân vương A Tế Cách đưa quân đến Cửu Giang, Dũng xin hàng, có hịch cho chiêu phủ, thu lấy từ tổng binh trở xuống hơn 700 người. Thụ chức Du kích, dưới quyền Thiểm Tây Tổng đốc Mạnh Kiều Phương. Khi ấy tướng của Lý Tự Thành là bọn Hạ Trân, Hạ Hoằng Khí, Lý Minh Nghĩa chia nhau chiếm cứ các nơi Hán Trung, Hưng An, Cố Nguyên, dòm ngó Tây An. Dũng cùng bọn Phó tướng Nhiệm Trân, Mã Ninh chống lại, nhiều lần đẩy lui nghĩa quân.
Năm thứ 4 (1647), phản tướng ở Ninh Hạ là Mã Đức cấu kết với Hoằng Khí chiếm lấy An Định, Dũng theo Tổng binh Lưu Phương Danh đưa quân cứu viện, trong trận Mã Ninh bắt sống Đức, ông đánh hạ Cố Nguyên, bắt được Hoằng Khí, Minh Nghĩa, giết cả đi.
Năm thứ 4 (1647), Mễ Lạt Ấn, Đinh Quốc Đống làm loạn ở Lan Châu, chiếm Lâm Thao. Dũng cùng Phó tướng Trần Vạn Lược suất quân giáp kích, phá được địch, giành lại Lâm Thao. Đuổi địch đến Dân Châu, đánh bại nghĩa quân ở Cung Bảo, lại đánh bại nghĩa quân ở Mã Hàn Sơn. Địch chia nhau trốn vào 2 động núi, diệt sạch; lại đánh bại nghĩa quân ở Mã Gia Bình, bắt được Duyên Trường vương Chu Thức Quynh nhà Minh. Kiều Phương nhổ được Lan Châu, Lạt Ấn, Quốc Đống chạy đi Cam Châu. Bọn Dũng đưa quân cùng Kiều Phương hội họp,rồi vượt Hoàng Hà tây tiến. Tháng 8, đến Cam Châu, nghĩa quân ra đánh, liên tiếp bị quân Thanh đánh bại.
Tháng giêng năm thứ 6 (1649), Tổng binh Nam Nhất Khôi phá cửa, Dũng xông vào thành, chiến đấu trong các ngõ hẻm; nghĩa quân nhân đêm tối bỏ chạy, quân Thanh đuổi theo đến Bắc Sơn, giết địch rất nhiều. Chém Lạt Ấn ở Thủy Tuyền, Quốc Đống chạy đi Túc Châu, quân Thanh đuổi theo. Tháng 5, đến Túc Châu, mai phục ngoài hào, dò xét nghĩa quân ra ngoài chăn nuôi, bắt chém, nhưng không vào được thành. Tháng 12, Dũng cùng Mã Ninh đốc binh dựng thang mây lên thành, giành lại Túc Châu, giết Quốc Đống; được thăng vượt cấp làm Cam Túc Tổng binh.
Năm thứ 10 (1653), xét công, được thụ thế chức Tam đẳng A Đạt Cáp Cáp Phiên (đến thời Càn Long đặt thêm tên Hán là Khinh xa Đô úy).

## Bình định Hồ Quảng
Đại học sĩ Hồng Thừa Trù duyệt quân Hồ Quảng, Dũng xin đi theo, có chiếu khen ông trung cần, triệu đến kinh sư. Thừa Trù cũng tiến cử Dũng trí dũng kiêm bị, bộ hạ đều là binh tinh mã tráng, xin cho ông thụ chức Kinh lược Hữu tiêu Tổng binh, Đế đồng ý. Dũng vào triều, được ban quan phục, giáp trụ, cung tên, gia chức Hữu Đô đốc. Dũng dời gia đình đến kinh sư, xin nhà cửa; con là Trương Vân Chứ được ấm thụ Thiểm Tây vệ Chỉ huy, xin đổi thuộc Kinh vệ, nhận được chỉ chấp thuận. Dũng sắp lên đường, triều đình mệnh cho bọn Nội đại thần Sách Ni truyền dụ úy lạo.
Dũng tham gia quân đội, giúp Thừa Trù nhiều lần phá địch. Năm thứ 15 (1658), đánh dẹp Quý Châu, tướng Minh là La Đại Thuận đốt Tân Thiêm Vệ, Dũng soái quân đuổi đánh, Đại Thuận chạy đi Thập Vạn Khê, Dũng cùng bọn Nhất Khôi phá lũy địch. Lại theo Tín Quận vương Đa Ni xuống Vân Nam, đến Bàn Giang. Quân Minh đốt cầu dây sắt, Dũng nhân đêm đốc binh làm cầu, trời sáng, toàn quân vượt được sông, phá tướng Minh Bạch Văn Tuyển ở Thất Tinh Quan.
Năm thứ 16 (1659), được gia chức Tả Đô đốc. Năm thứ 17 (1660), được mệnh dời đi trấn thủ các nơi Lâm Nguyên, Quảng Tây. Năm thứ 18 (1661), thăng làm Vân Nam Đề đốc.

## Trấn thủ Cam Túc
Năm Khang Hi thứ 2 (1663), triều đình cho rằng Dũng trấn Cam Túc lâu ngày, uy danh đã sẵn, phiên thuộc sợ phục, mệnh về trấn Cam Túc. Năm thứ 3 (1664), được gia Thái tử Thái bảo. Tây Lạt Tháp Lạp nhiều cỏ nước, gọi là Đại Thảo Than, Ách Lỗ Đặc Mông Cổ xin đến chăn nuôi sinh hoạt ở đấy, Dũng cho rằng đây là vị trí trọng yếu, không chịu, tự đi khuyên bảo bọn họ, việc này được bỏ qua. Nhân đó xin đắp thành ở đất ấy, gọi là Vĩnh Cố . Bên cạnh đặt 8 trại, nối nhau tạo nên thanh thế.
Năm thứ 4 (1665), người Mông Cổ dời đất chăn nuôi đến gần biên giới, ông xin tăng quân Tây Ninh phủ lên 4520 người. Các đại thần bàn rằng nên để Tổng đốc xét lại, nhưng Đế đặc mệnh cho phép.

## Bình định Tam Phiên
Năm thứ 12 (1673), Ngô Tam Quế phản, Tứ Xuyên Tổng binh Ngô Chi Mậu hưởng ứng. Năm thứ 13 (1674), Tam Quế sai sứ chiêu hàng Dũng, ông bắt sứ giả để tra hỏi. Thiểm Tây Đề đốc Vương Phụ Thần cũng tham gia nổi loạn, Dũng đốc binh phòng ngự. Năm thứ 14 (1675), Tuần phủ Hoa Thiện dâng sớ nói Hà Tây nguy mà chưa mất là nhờ Dũng, xin cho ông được tùy tiện làm việc, triều đình mệnh cho Dũng thụ chức Tĩnh Nghịch Tướng quân, vẫn lĩnh Đề đốc, từ Tổng binh trở xuống chịu sự chỉ huy của ông. Phụ Thần chiêu hàng Dũng, ông chém sứ giả, triều đình khen ngợi, phong Tĩnh Nghịch hầu.
Dũng sai Tây Ninh Tổng binh Vương Tiến Bảo soái quân đánh Lan Châu. Tướng của Phụ Thần là Phan Vũ đánh Thao Châu, Tằng Văn Diệu đánh Hà Châu, quân phiên thừa thế cướp bóc khắp nơi. Dũng soái quân đánh Hà Châu, Văn Diệu thua chạy. Riêng sai thổ quan Dương Triều Lương đánh Thao Châu, tự đốc binh đi sau, Vũ cũng thua chạy. Triều đình khen ông mưu lược, lấy con thứ Trương Vân Dực làm Thái phó Tự khanh. Dũng tiến đánh Củng Xương, tướng của Phụ Thần là bọn Nhiệm Quốc Trì ngầm đưa quân vào thành, cùng quân giữ thành ra đánh. Ông cùng bọn Phó tướng Lưu Tuyên Thánh hăng hái chiến đấu, cắt đứt đường lui của địch, giết chết quá nửa, bắt được 473 người. Khi ấy Phụ Thần ở Bình Lương, Bối lặc Đổng Ngạch đốc binh vây đánh, mãi chưa hạ được. Triều đình mệnh Dũng đưa quân đi giúp. Ông dâng sớ nói Củng Xương là nơi trọng yếu, khó lòng chia quân. Các đại thần bàn bạc, rồi lệnh cho Dũng cố thủ Củng Xương.
Ngô Tam Quế sai bộ tướng Ngô Chi Mậu từ phía Bắc Tứ Xuyên xâm phạm, nhằm cứu ứng cho Phụ Thần, đóng đồn ở Tây Hòa. Dũng và Chấn Vũ Tướng quân Phật Ni Liệt cùng bọn Vương Tiến Bảo chống lại, 3 trận đều thắng. Ninh Hạ có binh biến, Đề đốc Trần Phúc bị hại. Dũng về giữ Củng Xương, dâng sớ tiến cử Thiên Tân Tổng binh Triệu Lương Đống là người tài dũng, triều đình lập tức mệnh cho ông ta thụ chức Ninh Hạ Đề đốc. Năm thứ 15 (1676), xét công giành lại 2 châu Thao, Hà, được gia Thiếu bảo kiêm Thái tử Thái bảo.
Ngô Chi Mậu đóng đồn ở Nhạc Môn, sai quân chiếm được Thông Vị. Dũng đốc binh theo lối Phục Khương  đi cứu, đến Thập Bát Bàn Pha, gặp quân của Chi Mậu, dang 2 cánh ra xông lên, quân phiên tan chạy, thừa thắng giành lại Thông Vị. Quân Thanh tiến đánh Nhạc Môn, Chi Mậu dựa vào địa thế hiểm trở, bày ra 11 trại, ông vượt sang đất ấy, lệnh dàn doanh trướng ngang đỉnh núi. Doanh trướng vừa lập, quân phiên ùa ra, Dũng lệnh cho binh sĩ buộc cỏ thành bó làm khiên, cùng Đô thống Hách Diệp chia ra hai phía Nam – Bắc đỉnh núi tiến đánh, địch cũng nam bắc ứng chiến. Pháo nổ, quân phiên thua chạy về trại, quân Thanh đội cỏ lấn dần lên, giết hơn ngàn tên địch. Chi Mậu thu tàn quân quay lại đánh, ông xua quân xông lên, Chi Mậu đại bại. Dũng cùng Phật Ni Liệt, bọn Tiến Bảo dẹp sạch trại địch. Chi Mậu trong đêm bỏ chạy, đuổi theo đánh bại hắn ở Mẫu Đơn Viên, lại đánh bại hắn ở Bắc Sơn thuộc Tây Hòa, Chi Mậu chỉ đưa vài kỵ binh trốn thoát. Đại học sĩ Đồ Hải đến duyệt binh, Phụ Thần hàng, ông điều quân thu các huyện Bình Lương, Khánh Dương, Củng Xương. Có chiếu khen công lao của Dũng công, tiến tước Nhất đẳng Hầu, gia Thiếu phó kiêm Thái tử Thái sư.

## Những năm cuối đời
Năm thứ 17 (1678), Chuẩn Cát Nhĩ đài cát Cát Nhĩ Đan đưa quân vào Hà Sáo, Ách Lỗ Đặc bộ bị họ đánh bại, vờ đi Thanh Hải, lẻn vào nội địa, Dũng đuổi họ ra khỏi biên giới. Năm thứ 21 (1682), vào triều. Năm thứ 22 (1683), lấy cớ già bệnh xin hưu, có chỉ dụ giữ lại. Năm thứ 23 (1684), nghe tin người Mông Cổ ở Thanh Hải chăn nuôi gần biên thành, soái quân đi Đan Sơn phòng ngự, đến Cam Châu, bệnh nặng. Triều đình nghe tin, sai thầy thuốc cùng con trai Vân Dực đuổi theo đến dịch trạm chăm sóc. Ít lâu thì mất, được tặng Thiếu sư vẫn kiêm Thái tử Thái sư, ban lễ Tế táng, thụy là Tương Tráng.
Thời Ung Chính, Dũng được thờ trong Hiền Lương từ. Thời Càn Long, con cháu được thế tập võng thế (tức là đời đời không bị giáng phong) tước Nhất đẳng Hầu.
Dũng từng trải trăm trận, hạ được 5 phủ, 50 châu huyện; chân phải trúng tên, phạm vào xương, chữa không khỏi, thường phải ngồi kiệu đốc chiến. Gặp địch luôn thản nhiên, rồi dùng kế tập kích, quen lấy ít thắng nhiều. Thời bình ông cư xử khiêm nhường, lấy lễ đãi hiền sĩ. Có mắt nhìn ra nhân tài, nhiều người được ông cất nhắc, từ lính quèn làm đến đại tướng không ít, như bọn Triệu Lương Đống, Vương Tiến Bảo vậy!